# Saint-Nauphary
 Saint-Nauphary  es una población y comuna francesa, en la región de Mediodía-Pirineos, departamento de Tarn y Garona, en el distrito de Montauban y cantón de Villebrumier.

## Demografía
| 717 | 720 | 802 | 1015 | 1208 | 1225 |
| Para los censos de 1962 a 1999 la población legal corresponde a la población sin duplicidades (Fuente: INSEE [Consultar]) |     |     |      |      |      |